# Dąbrowa Chotomowska
Dąbrowa Chotomowska is een plaats in het Poolse district  Legionowski, woiwodschap Mazovië. De plaats maakt deel uit van de gemeente Jabłonna en telt 482 inwoners.